# نفرین زمین
نفرین زمین رمانی است از جلال آل احمد که نخستین بار در سال ۱۳۴۶ منتشر شد. این رمان، سرگذشت معلمی است که برای درس دادن به یک روستا می‌رود.

## خلاصه داستان
معلمی وارد ده می‌شود و با مدیر مدرسه و مباشر ارباب آشنا می شود. او در هنگام گشت‌وگذار در ده، به درویشی بر می خورد و با او وارد گفتگویی در مورد کَنده شدن روستاییان از روستا و مهاجرت آنها به شهر می‌شود. این گفتگو، اولین گفتگو از سلسله گفتگوهایی است که در خلال داستان رخ می‌دهد و به‌نوعی بر سایر حوادث داستان سایه می‌افکند. آموزگار، در شب ورود به ده، به مهمانی خانه مدیر می‌رود؛ جایی که ریش‌سفیدان ده، در مورد ورود تراکتور به روستاهای مجاور و برخوردهای پیش‌آمده در بین روستاییان صحبت می‌کنند. مالک، قطعه‌ای از زمین‌های ده را برای احداث مرغداری و حفر چاه عمیق به غریبه‌ای در شهر فروخته‌است. نویسنده جابه‌جا با نقل اخبار رادیو به وقایعی که در آبادی می‌گذرد، بُعدِ مملکتی می‌دهد. روستاییان با وجود راهیابی ماشین و روابط بورژوایی به ده، همچنان خرافاتی‌اند. اختلافات بین مدیر و مالک آرام‌آرام اوج می‌گیرد و افراد خانواده مدیر، آسیاب موتوری مباشر را از کار می‌اندازند. به تلافی، افراد مباشر نیز قلمستان مدیر را تخریب می‌کنند. مردم می‌کوشند ساختمان مرغداری را تخریب کنند، اما ژاندارم‌ها مانع می شوند. وقتی آموزگار برای ساخت مدرسه به دهی دیگر رفته بود، از مرگ مالک مطلع می‌شود و همچنین درمی‌یابد که روستاییان به مرغداری حمله کرده و در طی درگیری‌ها، مباشر کشته شده و بسیاری بازداشت شده‌اند. آموزگار بدون هیچ تأثیری در سیر وقایع، ده را ترک می‌کند.